# Mario Maya
Mario Maya (Córdoba, 1937 – Sevilha, 27 de setembro de 2008) foi um dos dançarinos de flamenco mais inovadores e influentes da Espanha. Nasceu em uma família de ciganos, e cresceu no Sacromonte de Granada. Fundou sua própria escola em Sevilha em 1983 e, dez anos depois, apresentou sua nova companhia "Flamenco Mario Maya" no Teatro Palácio de Alcalá, em Madrid. Entre 1994 e 1997, dirigiu a Companhia de Dança da Andaluzia no Centro de Dança da Andaluzia. Ele participou do filme "Flamenco" (1995), de Carlos Saura. Algumas de suas obras mais importantes incluem Ceremonial (1974), Camelamos Naquerar (1976), ¡Ay Jondo! (1977), El Amargo (1986), El Amor Brujo (1987) e Réquiem (1994).
Maya faleceu de câncer em Sevilha em 27 de setembro de 2008.

## Prêmios
- National Dance Award (1971)
- Juana la Macarrona Award (1977)
- Andalusian Silver Medal (1986)
- National Dance Award (1992)
- Giraldillo (2008)[11]